# 贝尔勒-蒙谢勒
贝尔勒-蒙谢勒（法語：Berles-Monchel，法語發音：[bɛʁl mɔ̃ʃɛl]）是法国上法蘭西大區加来海峡省的一个市镇，属于阿拉斯区。该市镇于1790-1794年间由贝尔勒（Berles）、蒙谢勒圣母村（Monchel-Notre-Dame）和旺德利库尔（Wandelicourt）合并而成。

## 地理
贝尔勒-蒙谢勒（50°20'39"N, 2°32'18"E）面积8.33 平方千米，位于法国上法蘭西大區加来海峡省，该省份为法国北部沿海省份，西北濒北海，南至索姆省，东临北部省。
与贝尔勒-蒙谢勒接壤的市镇（或旧市镇、城区）包括：维莱布吕兰、伊泽勒莱阿莫、佩南、萨维贝尔莱特、蒂卢瓦莱埃尔马维尔、坦克。
贝尔勒-蒙谢勒的时区为UTC+01:00、UTC+02:00（夏令时）。

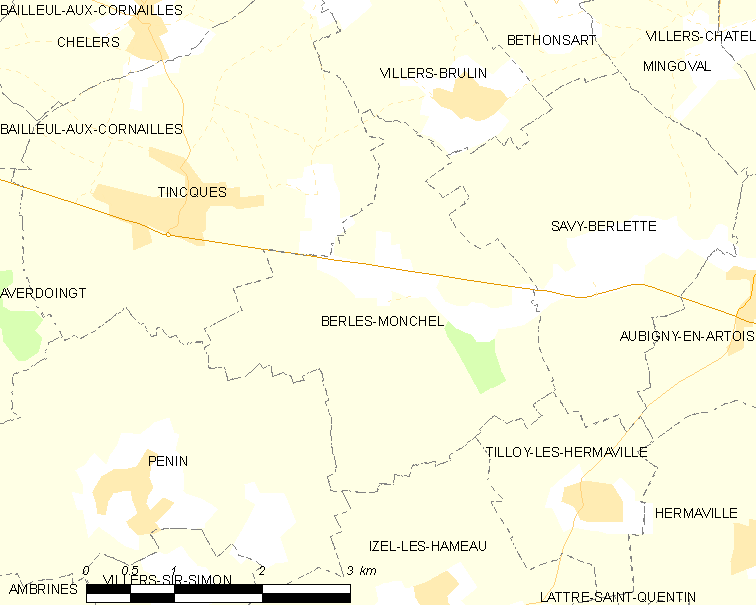
贝尔勒-蒙谢勒的OSM定位图

## 行政
贝尔勒-蒙谢勒的邮政编码为62690，INSEE市镇编码为62113。

## 政治
贝尔勒-蒙谢勒所属的省级选区为阿韦讷勒孔特县。

## 人口

1962-2008年间贝尔勒-蒙谢勒人口变化图示

贝尔勒-蒙谢勒于2022年1月1日时的人口数量为487人。